# Hostería La Pirámide
La Hostería La Pirámide fue un restaurante ubicado al interior del Parque Metropolitano de Santiago, en un montículo del cerro La Pirámide. Fue construido en los años 1960 y destruido en noviembre de 1980 producto de un atentado explosivo.

## Historia
El 10 de julio se 1961 se otorgó una concesión de 600 m² de terreno del Parque Metropolitano de Santiago a Pablo Uliantzeff, dueño de la empresa Tour Service, que proyectaba construir una hostería en el sector de La Pirámide. El edificio fue diseñado por los arquitectos Carlos Martner y Montserrat Palmer, y su construcción se realizó entre 1963 y 1964. Uliantzeff no alcanzó a ver el edificio construido y tuvo que deshacerse de la concesión, entregándola a la familia Purcell, dueños del hotel Portillo, quienes en 1972 entregaron el local a Sergio Said, que no pudo pagar los costos del arriendo, obligando a su desalojo por la fuerza pública. "La Pirámide" permaneció cerrada durante un año.
En 1975 se le entregó la concesión a la firma Rivera y Vilaplana, quienes no atendieron el establecimiento y recurrieron al experto Louis Bernard, que había trabajado en una cadena de restaurantes en Sudáfrica, sin embargo posteriormente también se retiró. Con su alejamiento, el establecimiento volvió a decaer y en diciembre de 1979 se licitó de nuevo la concesión, obteniéndola la Sociedad Portada Colonial, encabezada por Felipe Rabat, por cinco años. El restaurante fue renombrado como «Camino Real» y redecorado por Luis Fernando Moro, quien lo alhajó con muebles antiguos, plantas y finos detalles, como por ejemplo las bandejas de bronce puestas debajo de cada plato de porcelana en las mesas. El interior también fue decorado con 16 pinturas, que tenían un valor aproximado de cien mil dólares; la más importante era una de las versiones de La zamacueca, de Manuel Antonio Caro.
En 1980 el programa Vamos a ver de Televisión Nacional de Chile se realizaba desde el restaurante «Camino Real». El 4 de noviembre de dicho año el restaurante sufrió un incendio, generado por una bomba puesta en uno de los baños por un comando del Movimiento de Izquierda Revolucionaria —opositor a la dictadura militar—, dada la proximidad de Raúl Matas con dicho régimen; resultó completamente destruido, incluidas las pinturas que se encontraban en el interior. Tras el incendio de «Camino Real», el programa se realizó desde un estudio de Chilefilms que replicaba de manera exacta el restaurante. La antigua hostería no fue reconstruida, y posteriormente el restaurante de la Enoteca del cerro San Cristóbal —también administrado por la familia Rabat— fue renombrado como «Camino Real».